# Innico Maria Guevara-Suardo
Fra Innico Maria Guevara Suardo (Napoli, 4 giugno 1744 – Catania, 25 aprile 1814) fu luogotenente del Magistero del Sovrano Militare Ordine di Malta.

## Biografia
Innico Maria Guevara Suardo proveniva da un'antica famiglia della nobiltà napoletana di origini spagnole, i Guevara. Egli venne scelto alla morte del Tommasi per ricoprire la carica di Luogotenente in quanto l'Ordine di Malta non poteva più disporre della storica sede nell'isola di Malta e come tale si era rifugiato a Catania.
Innico Maria Guevara Suardo si distinse come ammiraglio della flotta armata che ancora l'ordine possedeva, impiegando tutta la propria autorità e fermezza per impedire la vendita delle commende che l'ordine possedeva in Sicilia, vendita che era stata voluta negli anni del suo regno dal governo napoleonico di Gioacchino Murat, nuovo re delle due Sicilie.
Il 23 giugno 1811, il Luogotenente dell'Ordine dovette anche accettare la soppressione dell'Ordine di San Giovanni di Gerusalemme del Baliaggio di Brandeburgo, operata da Federico Guglielmo III di Prussia il quale fondò un nuovo ordine col diritto di nominare il nuovo gran maestro, così da staccare completamente l'antica istituzione brandeburghese dal cattolico Ordine di Malta.
Guevara Suardo morì a Catania, nell'allora Regno di Sicilia, il 25 aprile 1814 e venne sepolto nella Chiesa conventuale di Santa Maria Nuovaluce.

### La questione del possesso dell'Isola di Malta
Innico Maria Guevara Suardo, durante la propria luogotenenza, fu impegnato in una strenua lotta col governo inglese per riottenere il completo dominio sull'isola di Malta che spettava "di diritto" all'Ordine e che invece il governo inglese di Giorgio III non voleva cedere e non cederà nemmeno alla caduta del governo napoleonico in Europa.
Con un chiaro intento politico e diplomatico, negli stessi anni in cui la controversia tra l'Ordine di Malta e l'Inghilterra si faceva strada, il re svedese Gustavo IV Adolfo, aveva offerto ai cavalieri maltesi il possesso dell'Isola di Gotland in cambio del trasferimento della prestigiosa sede dell'Ordine entro i confini svedesi, ma il progetto venne rifiutato fin dall'inizio, pur con gratitudine, dal Luogotenente il quale non voleva lasciar intendere agli inglesi con l'accettazione di questo atto che l'ordine avrebbe rinunciato ai propri legittimi e secolari diritti sull'Isola di Malta.